# Азовская пуголовка
Азовская пуголовка, или пуголовка Магистра (лат. Benthophilus magistri) — вид лучепёрых рыб семейства бычковых.

## Описание
Максимальная длина до 85 мм. Тело уплощённое, лишено чешуи. Костные образования на голове и теле подразделяют на три группы: костные пластинки, бугорки и гранулы. Темя и затылок покрыты гуситыми мелкими гранулами. На остальных частях головы (рыле, в передней части межглазничного пространства и жаберной крышке) и теле находятся бугорки. Они отсутствуют на жаберной мембране, груди и брюхе. Между глазами находится от 2 до 5 небольших бугорков с шипиками. На теле есть небольшие костные пластинки конической формы со слабыми шипиками на вершине, которые образуют три ряда на каждой стороне тела. Голова широкая и крупная, треугольной формы. Она сильно уплощена. Поверхность головы плоская, без углубления между глазами. Углы рта располагаются под передним краем глаза. Подбородочный усик уплощённый, несколько суживается к кончику, его длина несколько превышает половину диаметра глаза. Кожная складка за углами рта с волнистыми краями. Первый спинной плавник ниже второго спинного. Концы грудных плавников оканчиваются перед вторым спинным. Брюшная присоска полная, достигает анального отверстия или заходит за него. Спинные мышцы не заходят на череп. Хвостовой стебель удлинённый, узкий. Плавательный пузырь отсутствует.

## Ареал
Азовская пуголовка обитает в восточной части Азовского моря от Таганрогского (Миусский, Ейский лиманы) до Темрюкского залива (Ахтанизовский лиман). Вид не обнаружен в западной части Азовского моря и Сиваше. Ареал охватывает весь Таганрогский залив до его устья (между Белосарайской и Долгой косами).
В водах Украины найден в Азовском море в средней части Таганрогского залива у Кривой косы

## Описание
Биология изучена мало, основные данные были получены ещё в начале и середине XX века. Донная, преимущественно пресноводно-олигогалинная рыба, но встречающаяся от пресных вод в устьях рек до среднесолёных вод с солёностью 5—7 ‰ в устье Таганрогского залива. Рыбы держатся на мягких грунтах, а также биоценозах ракушечников Cardium. Питаются моллюсками, занимающие в рационе вида до 88,4 %. Половой зрелости достигают в возрасте одного года. Продолжительность жизни не более 18 месяцев. Данные по особенностям размножения, плодовитости и раннему развитию отсутствуют. Нерест вероятно порционный и проходит в середине июня. Тело нерестящихся самцов становится абсолютно голым (теряются бугорки и гранулы, костные пластинки), удлиняются лучи грудных, брюшного, второго спинного и анального плавников, а голова уплощается за счет расширения жаберных крышек. После нереста производители погибают.
Вид весьма малочисленный, редко регистрируемый в уловах, и популяция его может подвергаться значительным колебаниям под воздействием факторов антропогенного характера.